# Seira pallidipes
Seira pallidipes is een springstaartensoort uit de familie van de Entomobryidae. De wetenschappelijke naam van de soort is voor het eerst geldig gepubliceerd in 1895 door Reuter.